# (1749) Telamón
(1749) Telamón es un asteroide perteneciente a los asteroides troyanos de Júpiter descubierto por Karl Wilhelm Reinmuth el 23 de septiembre de 1949 desde el observatorio de Heidelberg-Königstuhl, Alemania.

## Designación y nombre
Telamón se designó al principio como 1949 SB.
Más adelante fue nombrado por Telamón, un personaje de la mitología griega.

## Características orbitales
Telamón orbita a una distancia media del Sol de 5,148 ua, pudiendo acercarse hasta 4,593 ua y alejarse hasta 5,704 ua. Su excentricidad es 0,1079 y la inclinación orbital 6,094°. Emplea 4267 días en completar una órbita alrededor del Sol.